# Adult Contemporary
Adult Contemporary (AC, auf Deutsch erwachsen, zeitgemäß) ist ein weltweit verbreitetes Hörfunkformat, das hauptsächlich melodisch geprägte Popmusikstandards der letzten Jahrzehnte bis heute bietet. Allgemeinsprachlich werden AC-Sender aufgrund der Ausrichtung auf meist gängige Musiktitel mit wenig Moderation als Musiksender, Hitradio oder Begleitprogramm bezeichnet. Kritiker dieses Formates nutzen auch den abwertenden Begriff Dudelfunk.

## Programm
Kennzeichnend für ein AC-Hörfunkprogramm ist eine leichte Durchhörbarkeit mit dem Ziel, dass die Hörer das Programm möglichst lange verfolgen und sich insbesondere auch nicht durch Werbespots abschrecken lassen. Der Musikanteil ist hoch und in der Regel nur durch mehr oder weniger kurze Moderationen unterbrochen. Bei manchen Sendern wird vor Werbeblöcken auf die nachfolgenden Musiktitel hingewiesen. Weiteres Ziel ist die Wiedererkennbarkeit des Programmes, um bei telefonischen Einschaltquotenmessungen ein gutes Resultat zu erzielen. Praktisch alle AC-Sender verwenden daher einen Slogan (Claim), der oftmals die Musikpositionierung widerspiegeln soll und bei vielen Sendern bewusst nach jedem Musikstück genannt wird. Viele Senderslogans enthalten einen Hinweis auf Abwechslung oder Mischung in der Musik, da diese Eigenschaft von Hörern laut Umfragen besonders positiv bewertet wird. Einige Stationen verwenden auch den Sendernamen in ihrem Slogan.

### Moderation
Die Länge von Moderationen kann bei manchen AC-Sendern auf wenige Sekunden begrenzt sein, z. B. indem grundsätzlich nur auf das Intro von Musiktiteln gesprochen wird (Ramp-Moderation). Eine solche Kurzmoderation kommt bei praktisch allen AC-Sendern regelmäßig vor (Beispiel: „Hier ist Radio XY, 20 Minuten vor zwölf, rein geht's in die Mittagspause mit einem Superhit von Whitney Houston …“). Bei manchen AC-Sendern können Moderationen aber auch bis zu mehreren Minuten lang sein und z. B. ein Interview mit einem Hörer oder einem Experten beinhalten oder einen journalistischen Beitrag („BmO“: Beitrag mit O-Ton) ankündigen, wobei manche AC-Sender auf solche Inhalte auch gänzlich verzichten. Kennzeichnend für viele, jedoch nicht alle AC-Programme ist eine Musikuntermalung von Wortbeiträgen, was ebenfalls die Durchhörbarkeit erhöhen soll. Während in den 1990er Jahren die 2-Minuten-30-Regel (keine Beiträge, die länger als zweieinhalb Minuten lang sind) verbreitet war, hat sich diese Grenze in den letzten Jahren nach unten verschoben. Dies wird manchmal auch zu verschiedenen Tageszeiten unterschiedlich gehandhabt: In den Morgenstunden sind oft häufigere und längere Wortbeiträge die Regel (oft bestehend aus Comedy- oder Serviceelementen wie Wetter- oder Verkehrsservice), manche Sender bringen auch in den Abend- und Nachtstunden längere Redebeiträge, dann oft mit Diskussions- oder Talkrunden, bei denen sich die Hörer per Telefon beteiligen können. Für Letzteres gibt es unterschiedliche Motivationen, sei es eine strategische Erhöhung des Wortanteils aus wiederum unterschiedlichen Gründen (Lizenzauflagen, Sparen von GEMA- und GVL-Gebühren) oder um bewusst einen inhaltlichen Kontrast zum musiklastigen Tagesprogramm zu setzen oder um zu experimentieren. In den Tagesstunden (ca. 9 bis 18 Uhr) ist der Musikanteil bei AC-Programmen generell eher hoch. In den Nachtstunden wird oftmals ausschließlich Musik gespielt, da viele AC-Sender nachts komplett automatisieren, das heißt den gesamten Programmablauf vom Computer steuern lassen. Manchmal werden jedoch auch hier aufgezeichnete Moderationen (Voicetracking) eingestreut. Bei vielen AC-Sendern wird auf den strategischen Aufbau einer „On-Air-Personality“ Wert gelegt. Dabei handelt es sich in der Regel um den Morgenmoderator, von dem bestimmte Persönlichkeitseigenschaften positioniert werden, um ebenfalls die Wiedererkennbarkeit und Identifikation durch den Hörer zu stärken. Während es bei manchen Sendern nur eine Personality geben darf, haben bei anderen Sendern mehrere oder gar alle Moderatoren eine oder mehrere Eigenschaften, die zwecks Wiedererkennung immer wieder penetriert werden.

### Musikauswahl
Die Musiklisten von AC-Sendern enthalten meist eine Mischung aus melodischer Pop- und Rockmusik. Entgegen der Darstellung im Programm sind die Musiklisten in der Regel streng computergestützt und auf Basis strategischer Überlegungen erstellt und entziehen sich einem spontanen Einfluss durch den Moderator. Auf Musikwünsche gehen die meisten Sender nicht oder nur in den hörerschwachen Abend- und Nachtstunden ein. Die Zahl der tatsächlich gespielten Musiktitel variiert von Sender zu Sender sehr stark und liegt meist zwischen 150 und 800 Titeln, die von Zeit zu Zeit und oft auf Basis der Ergebnisse von Musikforschung ausgetauscht werden. Dabei rotieren die beliebtesten Musiktitel in der Regel am häufigsten. Die sogenannte A-Rotation, also die Dauer, bis ein als sehr beliebt kategorisierter Titel sich wiederholt, kann im äußersten Extremfall unter einer Stunde bis zu mehreren Stunden andauern. AC-Sender sehen sich oft dem Dilemma ausgesetzt, dass sich Hörer über zu viele Wiederholungen beschweren, andererseits aber die Musikforschung zeigt, dass nur wenige Musikstücke gerade sehr beliebt sind. Auch unterstützt eine Penetration mit wenigen, sehr beliebten Musikstücken den Wiedererkennungswert eines Senders. Viele Sender unterscheiden zwischen einer Tages- und Nachtrotation, was in der Regel bedeutet, dass im Tagesprogramm eine Rotation mit weniger Musikstücken gespielt wird als abends und in der Nacht. Häufig gibt es bei AC-Sendern längere „music sweeps“, drei oder vier Titel ohne Unterbrechung.

### Gewinnspiele
Typisch für AC-Sender sind mehr oder weniger aufwändige Gewinnspielaktionen, wobei sich in den letzten Jahren immer wiederkehrende Klassiker herausgebildet haben („Wir zahlen Ihre Rechnung, Erkennen Sie das Geräusch, Melden Sie sich mit unserem Slogan am Telefon“ etc.), die von vielen Sendern in unterschiedlichen Variationen wiederholt werden. Oft haben die Gewinnspielzeiträume eine starke Überschneidung mit dem Zeitraum, in dem Telefonumfragen für die Messung der Einschaltquoten vorgenommen werden, da sich die Sender erhoffen, durch ein Gewinnspiel (Major Promotion) eine stärkere Sensibilität bei den Hörern für ihren Sender zu erzielen.

### Journalistische Inhalte
Informationen finden nur in kurzen Serviceberichten statt, wobei die meisten AC-Sender in Deutschland jedoch auch einmal pro Stunde Nachrichten in einer Länge zwischen zwei und vier Minuten senden, in den Morgenstunden oft auch halbstündlich. Fast alle AC-Sender senden auch ganztägig Wetter- und Verkehrsinformationen, oftmals ergänzt mit Informationen über Radarfallen.

## Subgenres
AC-Formate richten sich meist an die werberelevante Zielgruppe, also insbesondere auch an Personen im Alter zwischen 14 und 49 Jahren. Tatsächlich wird sehr unterschiedlich ausgelegt, was unter dem Format AC genau zu verstehen ist. Etabliert haben sich jedoch folgende Subgenres, die eine konkretere Interpretation ermöglichen.
- Hot AC: Neue Musik, Titel aus den aktuellen Charts und die Hits aus den letzten zwei Dekaden. Als Mittelweg zwischen dem Jugendformat CHR und den älteren AC-Formaten anzusehen.
- Current-Based AC: Eine Mischung aus aktueller Popmusik und den Hits der 1980er und 1990er Jahre. Weniger progressiv ausgerichtet als das Hot-AC-Format.
- Oldie-Based AC: Fokussierung auf Evergreens der 1970er, 1980er und 1990er Jahre. Aktuelle Songs werden nur vereinzelt gespielt oder komplett vermieden.
- Major AC: Service- und informationsorientiert mit einem breiten Musikmix, der als stilprägendes Element eingesetzt wird.

Es gibt beliebige Kombinationen von verschiedenen Subformaten, so ist insbesondere in den Vereinigten Staaten auch eine Mischung aus Hot AC und Oldie AC beliebt (Jammin’ Oldies).
Weitere meist abgewandelte Genres sind Euro AC mit zusätzlich französischen, italienischen und deutschen Titeln, Modern AC mit teilweise alternativen und gemäßigt rockigen Elementen, Relaxed AC (RAC) mit Jazz-Pop und Soft AC mit einem hohen Anteil an Balladen.

### Umstellung des Programms zu Weihnachten
In der Adventszeit steigen viele AC-Stationen hauptsächlich oder ausschließlich auf Weihnachtsmusik um. Es kommen in dieser Zeit auch Interpreten zum Einsatz, die im Rest des Jahres nicht im Programm gespielt werden.

## Geschichte
In den 1960er-Jahren etablierte in den Vereinigten Staaten das Billboard-Magazin die Easy-Listening-Charts, die sich fernab des neuaufgekommenen Rock’n’Rolls befanden. Sie umfassten traditionellere Titel, die in dieser Zeit überwiegend im Radio gespielt wurden. Nach einigen Jahren wurde dieser Name als nicht mehr zeitgemäß erachtet, da Easy Listening eher mit der sogenannten „Fahrstuhlmusik“ assoziiert wurde. Das Billboard-Magazin führte damit den Begriff Adult Contemporary ein.
Die neuen Adult-Contemporary-Charts erlebten insbesondere einen Aufschwung durch die Singer-Songwriter-Bewegung der 1970er-Jahre. Wichtige Vertreter wurden Leonard Cohen, Eric Clapton und Johnny Cash. Daraufhin entwickelten sich in den Vereinigten Staaten Radioprogramme, die sich ausschließlich auf diese neue Hörergruppe fokussierte und neben den aktuellen Titeln auch bereits etablierte Lieder spielte, mit denen die Hörerschaft aufgewachsen war.